# Verdampfungsentropie
Die Verdampfungsentropie {\displaystyle \Delta S_{V}} beschreibt die Änderung der Entropie einer Flüssigkeit beim Übergang in die Gasphase.

## Pictet-Troutonsche Regel
Die Standardverdampfungsentropie von Flüssigkeiten folgt dabei der Pictet-Troutonschen Regel (nach Raoul Pictet und Frederick Thomas Trouton). Demnach liegt für viele unpolare Flüssigkeiten der Wert der Standardverdampfungsentropie in der Nähe von {\displaystyle \Delta S_{V}=\Delta H_{V}/T_{S}} ≈ 88–90 J K−1 mol−1. Der Grund ist hier die vergleichbar große Zunahme der „Unordnung“ im Übergang von Flüssigkeit zu Gas. Starke Abweichungen sind meist mit anomal stark untereinander verbundenen Molekülen zu begründen, so ist flüssiges Wasser über Wasserstoffbrückenbindungen stabilisiert und stärker strukturiert (höhere Nahordnung), was eine hohe Standardverdampfungsentropie zur Folge hat.